# Primiero

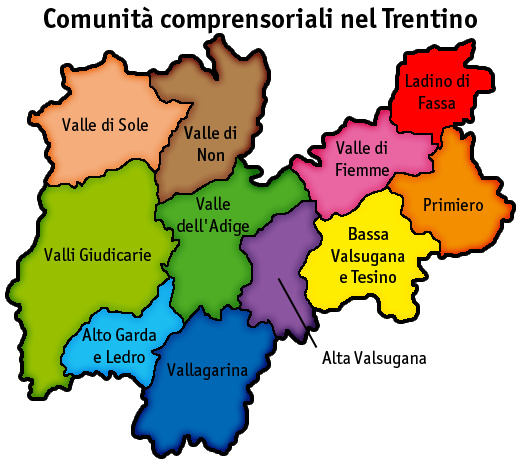
A destra, in arancione, la comunità comprensoriale di Primiero

La Valle di Primiero (più di frequente detta semplicemente Primiero, Primier in dialetto primierotto, Primör in tedesco) è una valle Dolomitica situata nel Trentino orientale, al confine con il Veneto. È costituita da tre comuni: Primiero San Martino di Castrozza, Imèr, Mezzano, che formano, insieme ai comuni adiacenti di Canal San Bovo e di Sagron Mis, la comunità di valle di Primiero (C2), che si estende per 413 km² e conta 9 830 abitanti. Il Primiero propriamente detto, cioè quello che si identifica con l'alta valle del torrente Cismon, è abitato invece da circa 8 150 persone.
Fa parte della valle l'importante stazione turistica di San Martino di Castrozza (m 1.444 s.l.m.) situato a circa quattordici chilometri da Fiera di Primiero, lungo la strada S.S. 50 in direzione del passo Rolle (m 1984 s.l.m.).

## Geografia

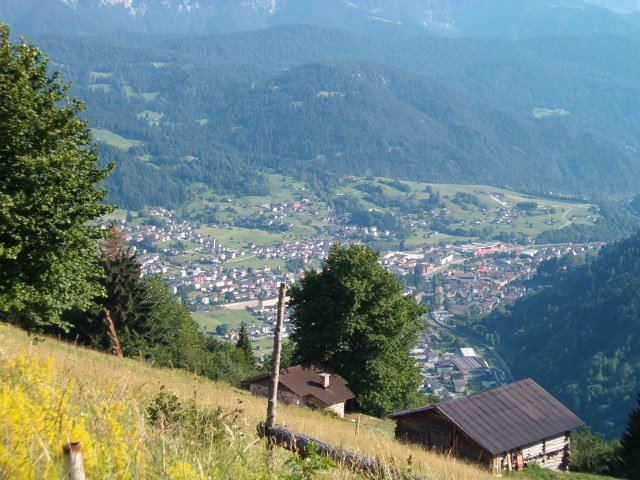
Veduta dell'alta valle di Primiero dal colle di Polina-Strina

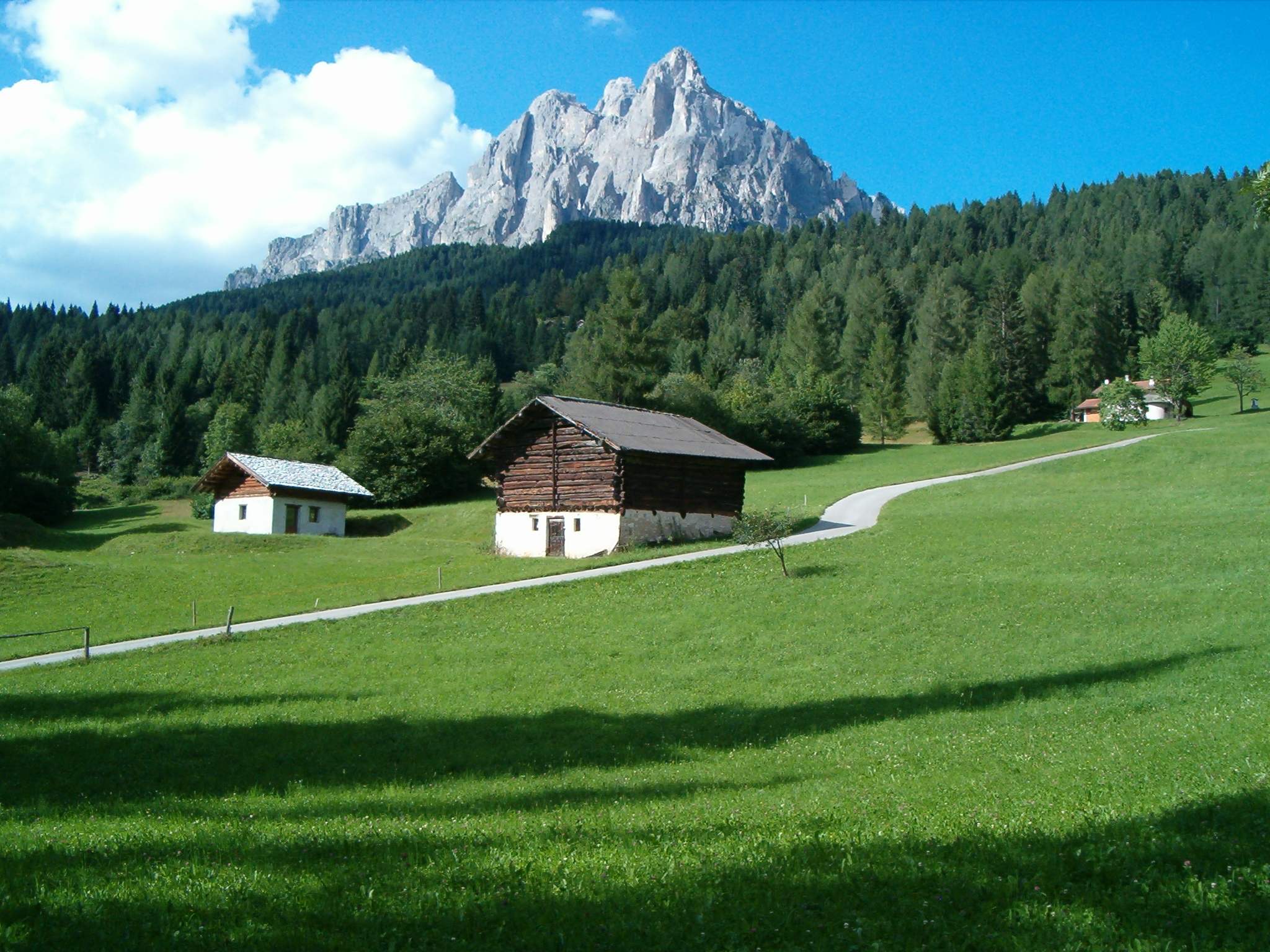
Masi in località Strine, sullo sfondo il Cimerlo

La valle è situata nel Trentino Orientale.
Il principale accesso alla Valle è costituito dalla valle del torrente Cismon, attraverso la stretta gola dello Schenèr, che mette in comunicazione la Valle con la zona del Feltrino e la Valsugana. Il Passo Rolle permette il collegamento con la Val di Fiemme, il Passo Cereda con l'Agordino, mentre il Passo Gobbera, e, dal 1991, la galleria stradale del Monte Totoga, la collegano con la vicina Valle del Vanoi e, per questa, tramite il Passo Brocon, con la conca del Tesino e la Valsugana.
La conca prativa del Primiero si adagia lungo il corso del fiume Cismon, nel quale si innestano una serie di affluenti che scorrono lungo le valli laterali, i principali dei quali sono il torrente Canali (Val Canali) e il torrente Noana (Val Giasinozza e Val Noana).
La valle è racchiusa da tutte le direzioni da imponenti gruppi monutuosi: a Nord-Est le Pale di San Martino, a Nord-Ovest il Lagorai e a sud le Vette Feltrine.
Le Pale di San Martino presentano al loro interno, racchiuso fra vette e guglie, un ampio altipiano (circa 50 km²) di dolomia (appartenente alla Formazione geologica della Dolomia dello Sciliar) e raggiungono i tremila metri d'altezza con varie cime, tra cui la Vezzana (m 3193 s.l.m.) e il Cimon della Pala (m 3183 s.l.m.).
Il gruppo del Lagorai-Cima d'Asta, al confine con la Val di Fiemme e la Valsugana, è costituito da rocce magmatiche (in prevalenza porfidi); tra le vette principali di questo gruppo ci sono il Monte Colbricon (m 2602 s.l.m.), Cima Cece (m 2745 s.l.m.) e il Monte Cauriol (m 2495 s.l.m.) (questi ultimi due già nella Valle del Vanoi).
Nel 1967 è stato istituito il Parco Paneveggio-Pale di San Martino, che comprende, oltre a porzioni delle catene delle Pale e del Lagorai, anche le zone prative, le foreste e i pascoli della Val Canali, della Val Venegia e del Vanoi.

## Geologia
La conca di Primiero appartiene dal punto di vista geologico alla regione delle Dolomiti, il territorio si estende su un'area a cavallo della linea della Valsugana. Quest'ultima è una faglia di importanza regionale che inizia a sud del lago di Caldonazzo e giunge fino in Cadore, passando per Passo Gobbera e Passo Cereda, attraversando così tutta la conca del Primiero con direzione ESE – ONO. Questa grande faglia interessa in profondità il basamento metamorfico del Sudalpino e in corrispondenza di essa si è verificato un raccorciamento crostale di diversi chilometri.
La successione litostratigrafica formata dalle rocce presenti in affioramento o nel sottosuolo della zona in esame è particolarmente varia e complessa sia per le caratteristiche litologiche che per quelle idrogeologiche.

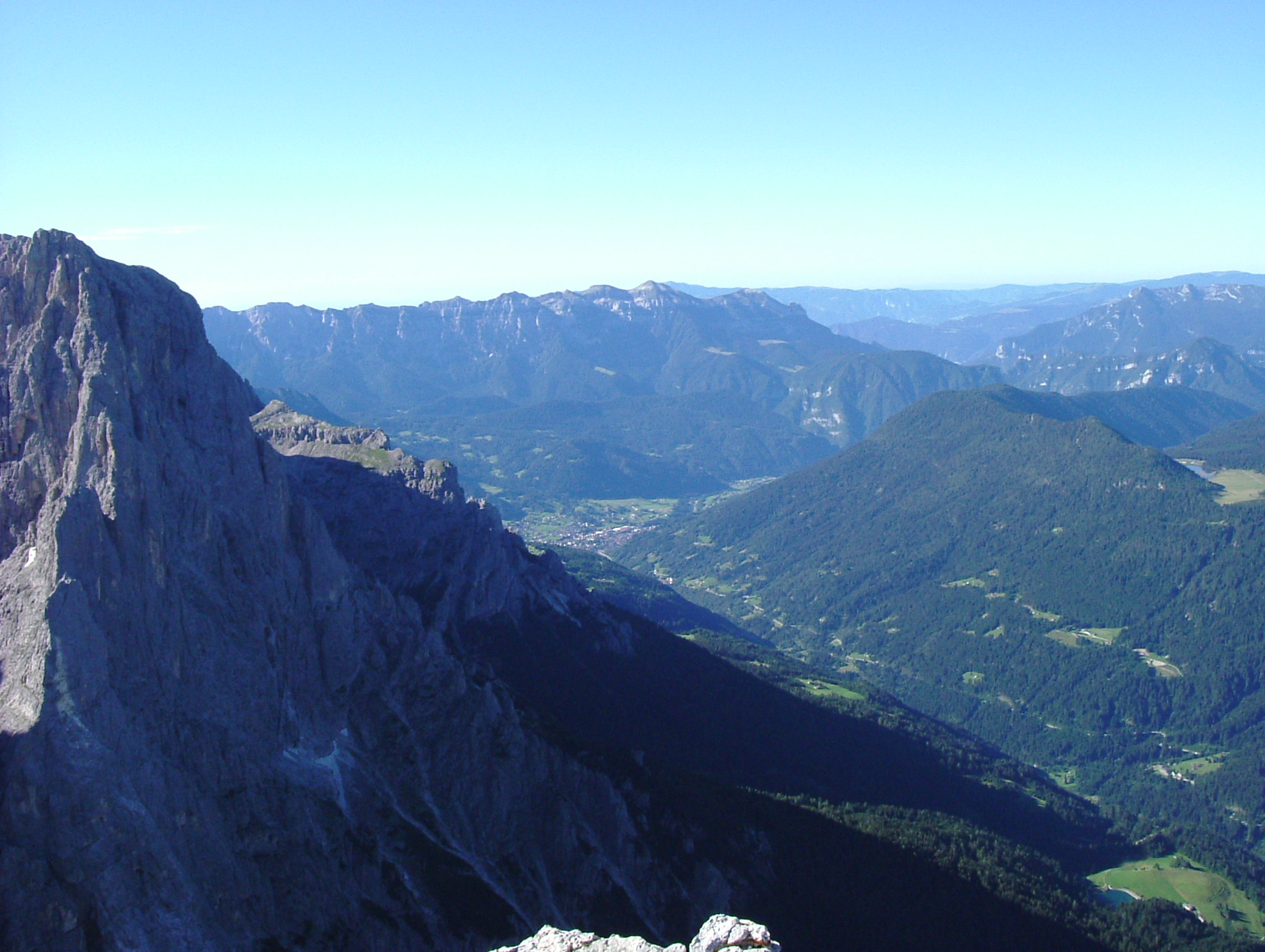
L'alta vallata vista dalle Pale di San Martino

Nella zona del Primiero tale faglia mette a contatto due domini litostrutturali estremamente differenti: a nord della linea infatti affiora una successione di rocce che parte dal Basamento metamorfico del Sudalpino risalente al Paleozoico antico (Ordoviciano-Siluriano-Devoniano) e arriva senza lacune fino alla Dolomia dello Sciliar del Ladinico Superiore. Nella parte centro orientale inoltre si trovano esclusivamente rocce cristalline quali le metamorfiti del Basamento, il complesso plutonico granitico di Cima d'Asta e le ignimbriti della piattaforma Porfirica Atesina (che qui costituisce la catene del Lagorai mentre nella parte più orientale, ad est del corso del torrente Cismon, è presente la successione sedimentaria triassica che forma il gruppo delle Pale di San Martino che si sviluppa dalla formazione di Werfen (Scitico) fino alla Dolomia dello Sciliar. A sud invece si rinvengono affioramenti di Basamento Metamorfico, Conglomerato di Ponte Gardena, Ignimbriti porfiriche Atesine permiane esclusivamente nei pressi di passo Cereda e di limitata estensione superficiale.
Ciò, unitamente al fatto che la successione arriva fino alla Scaglia Rossa del Cretacico superiore, conferisce alla successione un carattere prettamente sedimentario. Questo si riflette anche sul comportamento reologico e sulle risposte meccaniche che le differenti litologie hanno offerto alle sollecitazioni tettoniche. Infatti le rocce cristalline e quelle dolomitiche (ove queste formino corpi estesi e potenti) danno origine ad un classico dominio di deformazione fragile in cui predominano strutture di frattura come le faglie (specialmente ad alto angolo), mentre le strutture a deformazione duttile sono limitate a pieghe di grande scala quali l'anticlinale di Cima d'Asta, in corrispondenza della quale si verifica l'affioramento del Basamento Metamorfico e del batolite di Cima D'Asta in esso inglobato. Dove invece sono presenti rocce carbonatiche sedimentarie più recenti e scarsamente o per nulla dolomitizzate prevalgono le strutture di natura plicativa antiformi e sinformi e sovrascorrimenti. Questo è quanto si riscontra nella zona a sud del lineamento valsuganese, in cui l'anticlinale delle Vette Feltrine e il sovrascorrimento ad essa associato sono le strutture principali, accompagnate da altre strutture con direzione e caratteristiche morfologiche affini alla linea della Valsugana e alla linea di Belluno.

## Storia

### Le origini leggendarie della valle
Secondo la leggenda la conca del Primiero era originariamente ricoperta da un'enorme distesa d'acqua, circondata tutt'attorno dalle Pale di San Martino e dalle Vette Feltrine.
Nel vasto lago alpino vivevano serenamente i pesci e una lontra solitaria. Finché un giorno la lontra, stanca della sua solitudine, riuscì con pazienza e determinazione a scavarsi un varco a valle della conca: le acque uscirono tempestose e si formò la gola dello Schenèr.
Il nobile gesto, che permise all'uomo di stabilirsi in valle, valse alla lontra l'onore di essere scelta come simbolo del comprensorio e campeggiare negli stemmi dei comuni della vallata.

### Dalla Preistoria ai Conti del Tirolo
La valle fu abitata da cacciatori del Neolitico, come dimostrano i siti dei laghetti del Colbricón, vicino a Passo Rolle.
Nell'Alto Medioevo i Longobardi concessero il Primiero alla città di Feltre. Gli scavi realizzati nella chiesa arcipretale di Fiera nel 1996 hanno permesso di rinvenire le tracce di una chiesa paleocristiana di grandi dimensioni del V-VI secolo: in valle doveva essersi stabilita una comunità abbastanza grande e organizzata.
Per un lungo periodo la storia del Primiero è stata unita a quella di Feltre, essendo la valle una dipendenza del vescovo della città. Nel 1273 vengono concessi gli statuti alla comunità di valle, con i quali veniva istituito un consiglio formato dai marzòli, cioè i borgomastri delle quattro regole (Imèr e Canal San Bovo, Mezzano, Tonadico e Siror, Transacqua e Romanìco) e dall'ufficiale del vescovo, capitano del Castel Pietra. In quel tempo San Martino di Castrozza era la vecchia sede del Gastaldo, il preposto dal Conte di Feltre, poi deposto dal Vescovo di Trento.
Nel 1349 Carlo IV di Lussemburgo, imperatore del Sacro Romano Impero, conquistate Feltre e Belluno dopo una rapida incursione contro i Della Scala, eresse Primiero a giurisdizione e infeudò il suo territorio al Bonifacio Lupi. Da quest'anno cesserà l'influenza politica feltrina sulla valle, che entrerà a far parte dei domini dei conti del Tirolo.
Nel 1373 gli Asburgo, divenuti possessori del Tirolo, riconoscono i diritti concessi da Carlo IV a Bonifacio e la valle passa definitivamente sotto dominio austriaco.

### La dinastia dei Welsperg

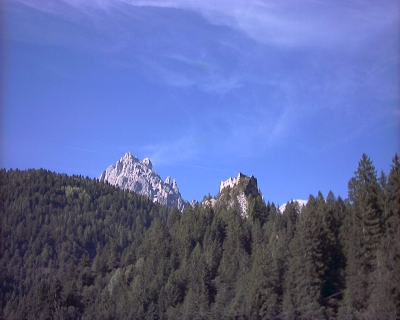
Il Castel Pietra

Nel 1401 il duca d'Austria donò a Giorgio di Welsperg della Val Pusteria la giurisdizione primierotta; ebbe così inizio il dominio della dinastia dei conti Welsperg, che resse la valle per più di quattro secoli.
Sotto la dinastia pusterese Primiero godette di un notevole sviluppo economico e demografico: venne costruito l'abitato di Fiera, che divenne il centro amministrativo e commerciale della valle, sostituendo Tonadico, mentre l'economia decollò grazie alle miniere di pirite di rame e ferro e di galena argentifera. Si stima che attorno alla metà del Quattrocento lavorassero in Primiero circa tremila minatori, in gran parte tedeschi.
Crebbe inoltre il commercio verso l'esterno, con l'esportazione di prodotti minerari e soprattutto di legname, destinato a raggiungere attraverso le vie fluviali Venezia.
L'attività mineraria continuò fino alla fine del XVI secolo, quando fu progressivamente abbandonata.
Governata dalla famiglia Welsperg, Primiero seguì i destini dell'Austria fino al 1809, quando divenne parte del Dipartimento della Piave, con Belluno come capoluogo.

### XIX secolo e prima guerra mondiale

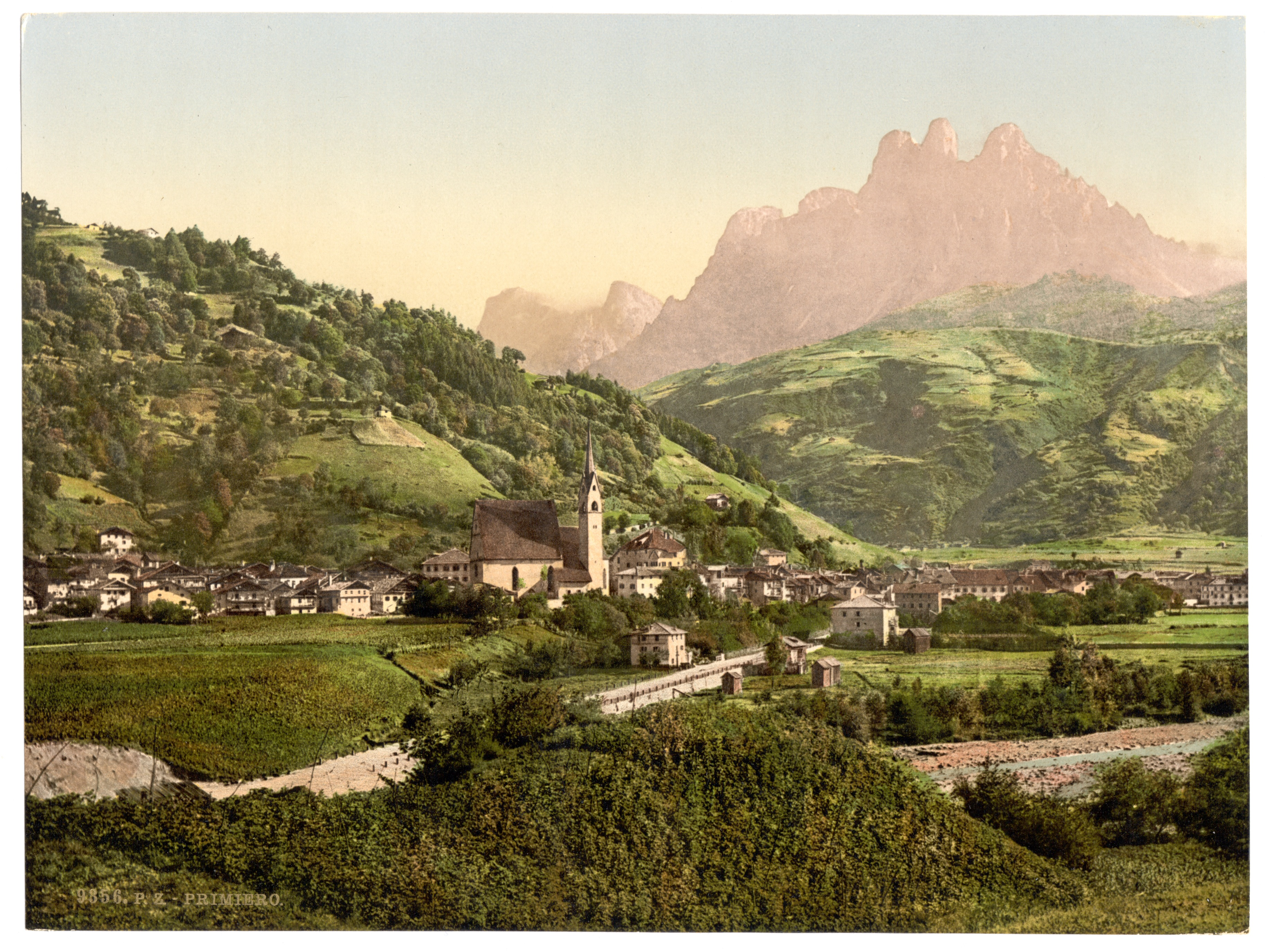
Primiero tra il 1890 e il 1900

Dopo la breve parentesi napoleonica, conclusasi nel 1815, Primiero tornò all'Austria e divenne un distretto della Contea del Tirolo. Nella seconda metà dell'XIX secolo Primiero fu interessata da due fenomeni molto diversi: da una parte una massiccia corrente emigratoria, dovuta allo smantellamento definitivo delle miniere (nel 1875 erano state chiuse le ultime miniere di ferro), dall'altra l'arrivo dei primi escursionisti e viaggiatori, in gran parte britannici. Nel fondovalle e a San Martino di Castrozza si iniziarono a costruire i primi alberghi, anche se le attività principali per i primierotti continuarono ad essere l'agricoltura e l'allevamento, unite all'industria del legno.
Primiero e la vicina valle del Vanoi, terre di confine, si ritrovarono nel mezzo della linea del fronte durante la prima guerra mondiale. Gli austriaci stabilirono la propria linea di difesa presso il Passo Rolle, permettendo agli Italiani di occupare la valle già nel 1915. Nel 1916 le truppe italiane, guidate dal generale Ferrari, riuscirono con una cruenta operazione a impossessarsi del Passo, mentre nella valle del Vanoi conquistarono il monte Cauriol. Con la battaglia di Caporetto, Primiero fu riconquistata dagli austriaci, che scesero a Fiera il 6 novembre. Da questo momento la guerra si spostò in altre aree. Il conflitto costrinse all'evacuazione di buona parte dei paesi delle due valli, i cui abitanti divennero profughi sia in Italia che in Austria.

## Arte

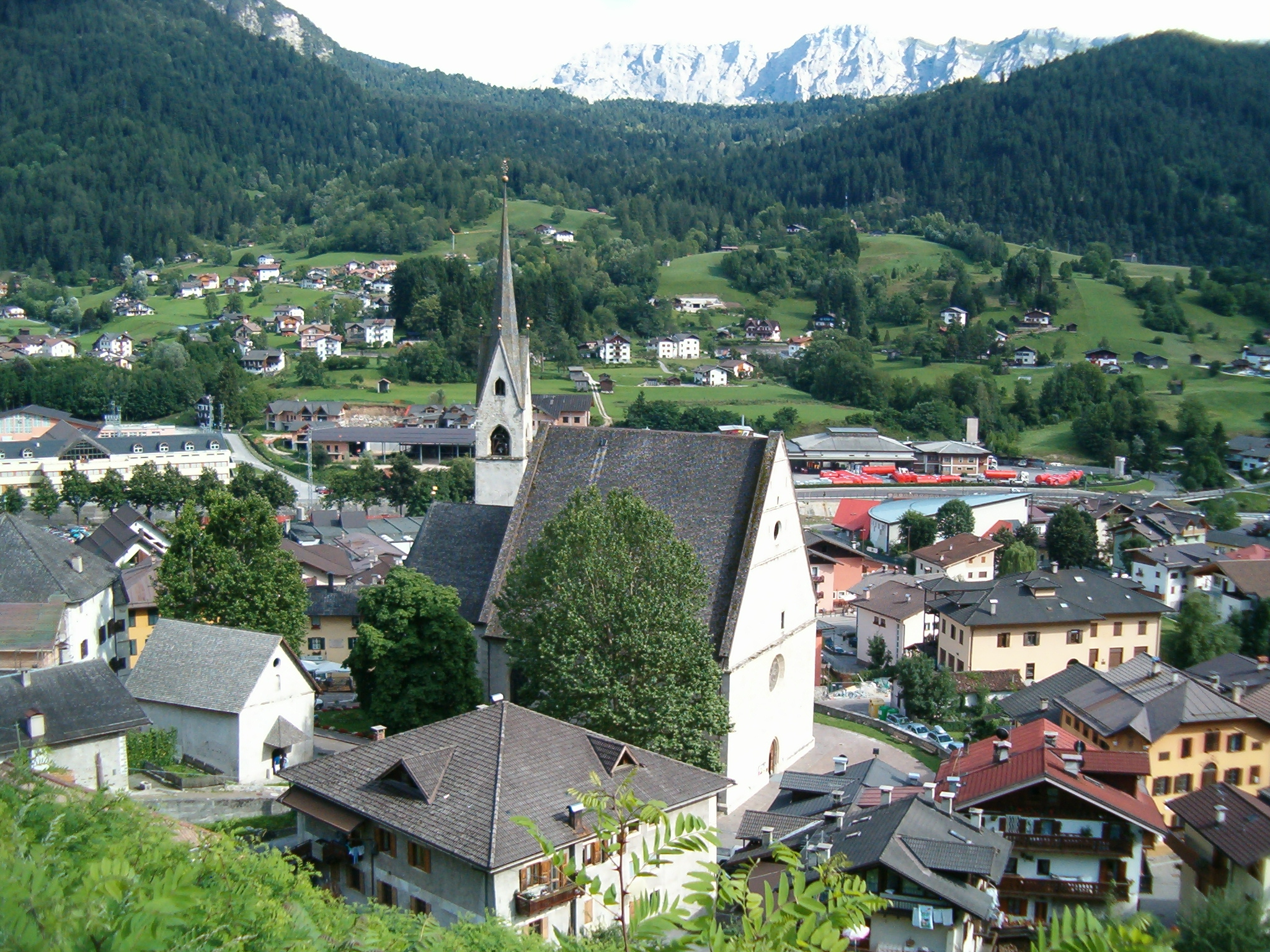
La Pieve di Santa Maria Assunta a Fiera

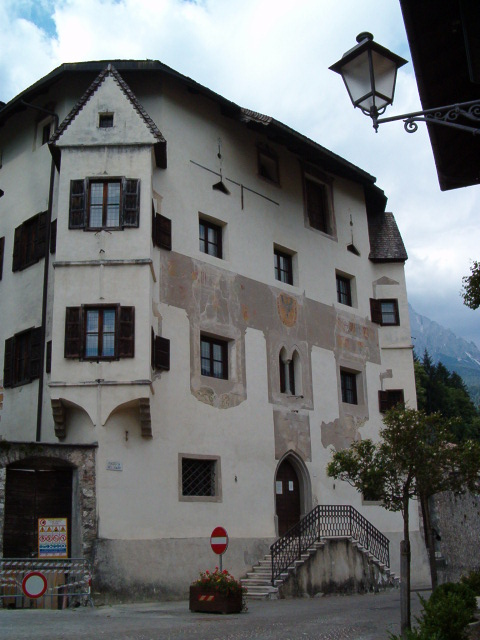
Il gotico palazzo del Dazio a Pieve, noto anche come palazzo delle Miniere

Nella seconda metà del Quattrocento è stata eretta, nelle sue attuali forme gotiche, la chiesa arcipretale di Fiera, una delle chiese gotiche più notevoli del Trentino. Venne costruita come atto di devozione dalla numerosa comunità germanofona di minatori (i canopi) presente in valle, anche grazie al contributo economico dell'arciduca Sigismondo d'Austria. Gli scavi nel presbiterio hanno mostrato l'esistenza di tre absidi di chiese precedenti: due di stile romanico (1100-1200 circa) e la più antica di età paleocristiana. A destra della chiesa arcipretale è presente l'antica chiesetta romanica di San Martino (XI secolo), ora battistero. Accanto alla chiesetta, l'antica canonica è un esempio di abitazione primierotta, ornata da affreschi e con all'interno un soffitto a cassettoni dell'inizio del Cinquecento.
In Rivetta Koch, di fronte alla chiesa della Pieve, è stato costruito il Palazzo del Dazio o delle Miniere, antico ufficio di riscossione delle tasse, con bifore, feritoie e sporgenze angolari. Sopra la bifora che sovrasta il portone è raffigurata l'aquila d'Asburgo, fra i 40 stemmi delle famiglie proprietarie di miniere. Ora ospita il museo della cultura materiale di Primiero.
Gli altri paesi della valle conservano edifici e antiche abitazioni più marcatamente rustiche. Ogni paese presenta antichi affreschi popolari, fontane veneziane e edifici contadini, come i tabiadi (fienili), spesso dotati di lunghe balconate (piòli) per la conservazione della legna o l'essiccamento del fieno. Nella chiesa di Mezzano, ad esempio, sono raffigurati due angeli che reggono una croce: la leggenda vuole che quando una valanga seppellirà la chiesa, verrà la fine del mondo.
Da segnalare Palazzo Scopoli (XI secolo), antica sede del vicario del conte e ora sede del municipio di Tonadico, il signorile Palazzo Someda (fine del XVI secolo) a Transacqua, l'antica chiesetta di San Vittore a Tonadico, con affreschi medievali risalenti al periodo delle crociate e le rovine del Castel Pietra all'imbocco della Val Canali.

## Comuni della comunità
La Comunità di Primiero, istituita con la riforma istituzionale operata dalla Provincia autonoma di Trento nel 2006, comprende cinque comuni. Il comune di Canal San Bovo raggruppa i paesi della Valle del Vanoi, mentre Sagron Mis si trova nella valle del Mis. Nella valle del Cismon si trovano gli altri comuni, qui elencati da sud a nord:
|  | Comune                            | Frazioni                                                                                    | Abitanti | Estensione | Localizzazione         |
|  | Imèr                              | Masi e Pontét                                                                               | 1.183    | 27 km²     | Bassa valle del Cismon |
|  | Mezzano                           | Copèra (Oltra)                                                                              | 1.615    | 48 km²     | Bassa valle del Cismon |
|  | Primiero San Martino di Castrozza | Tonadico, Transacqua, Siròr, Fiera di Primiero, San Martino di Castrozza, Tressane, Nolesca | 5.424    | 201 km²    | Alta valle del Cismon  |
|  | Canal San Bovo                    | Zortea, Prade, Cicona, Gobbera, Caoria, Ronco                                               | 1.592    | 125 km²    | Valle del Vanoi        |
|  | Sagrón Mis                        | Matiuz, Pante e Vori                                                                        | 183      | 11 km²     | Valle del Mis          |

Prima del 1º gennaio 2016, l'attuale territorio del comune di Primiero San Martino di Castrozza era diviso tra i comuni di Transacqua, Siror, Fiera di Primiero e Tonadico.

## Galleria d'immagini

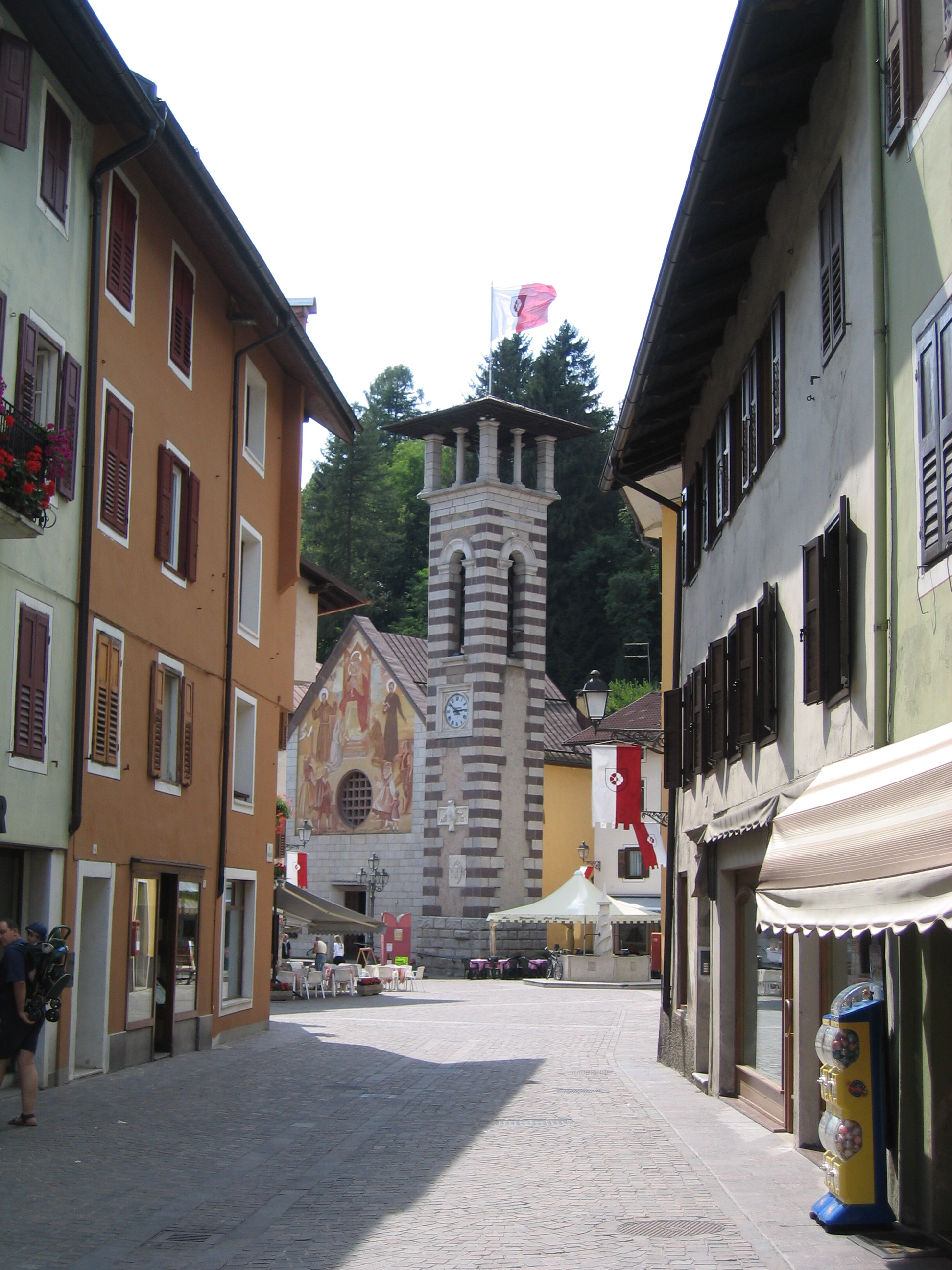
Centro storico di Fiera di Primiero
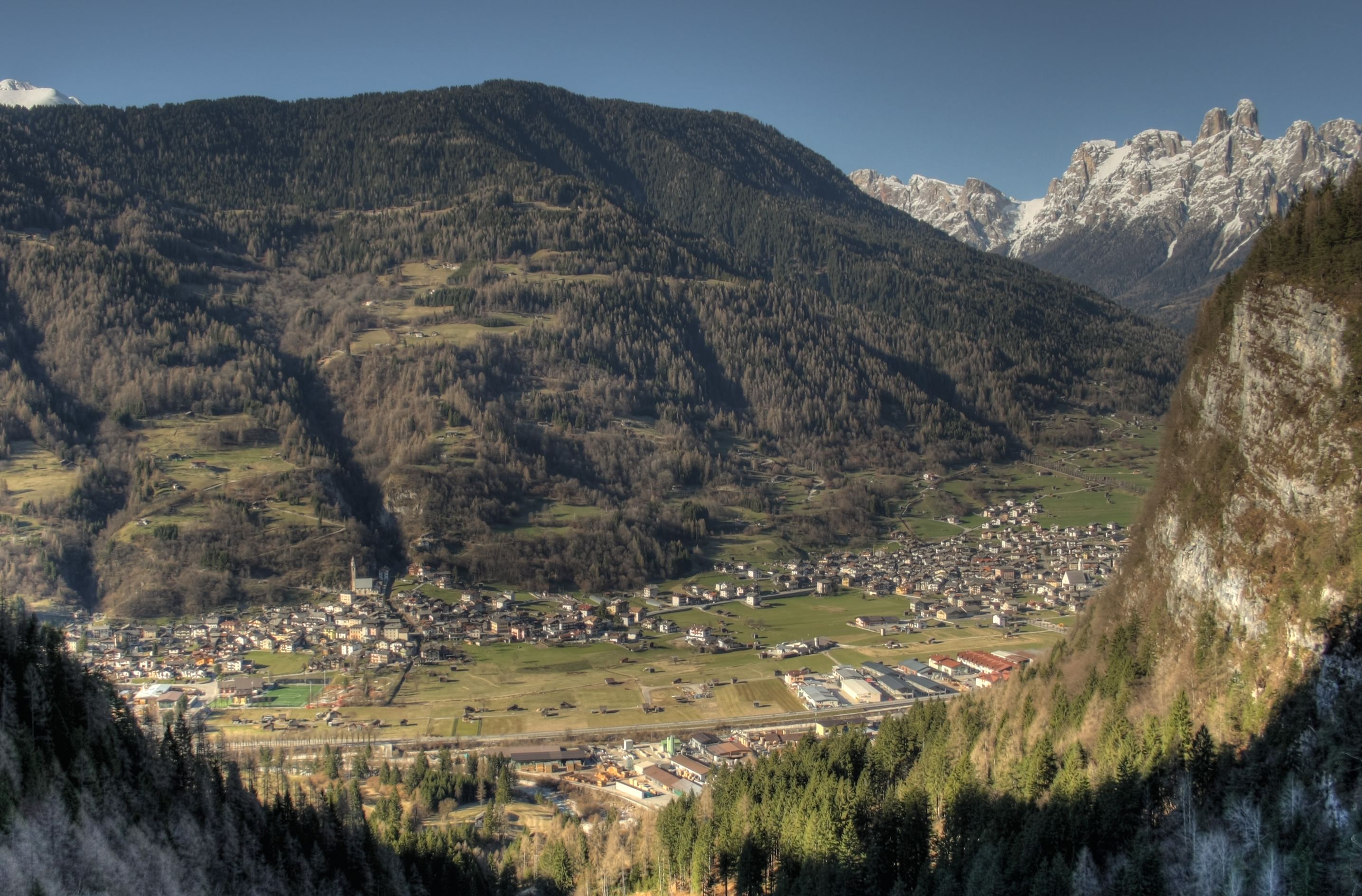
Imèr e Mezzano
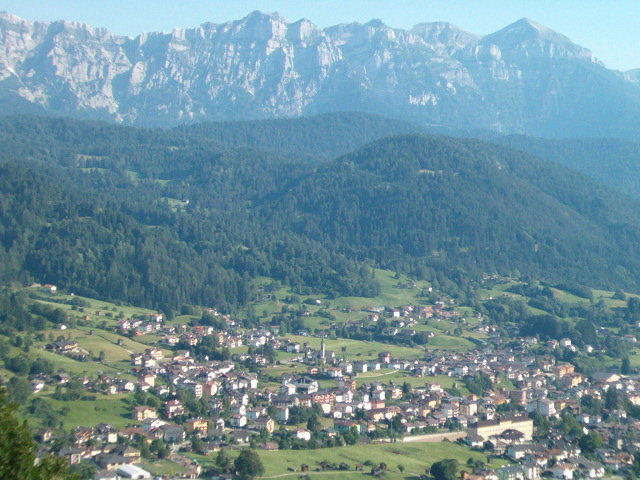
Transacqua
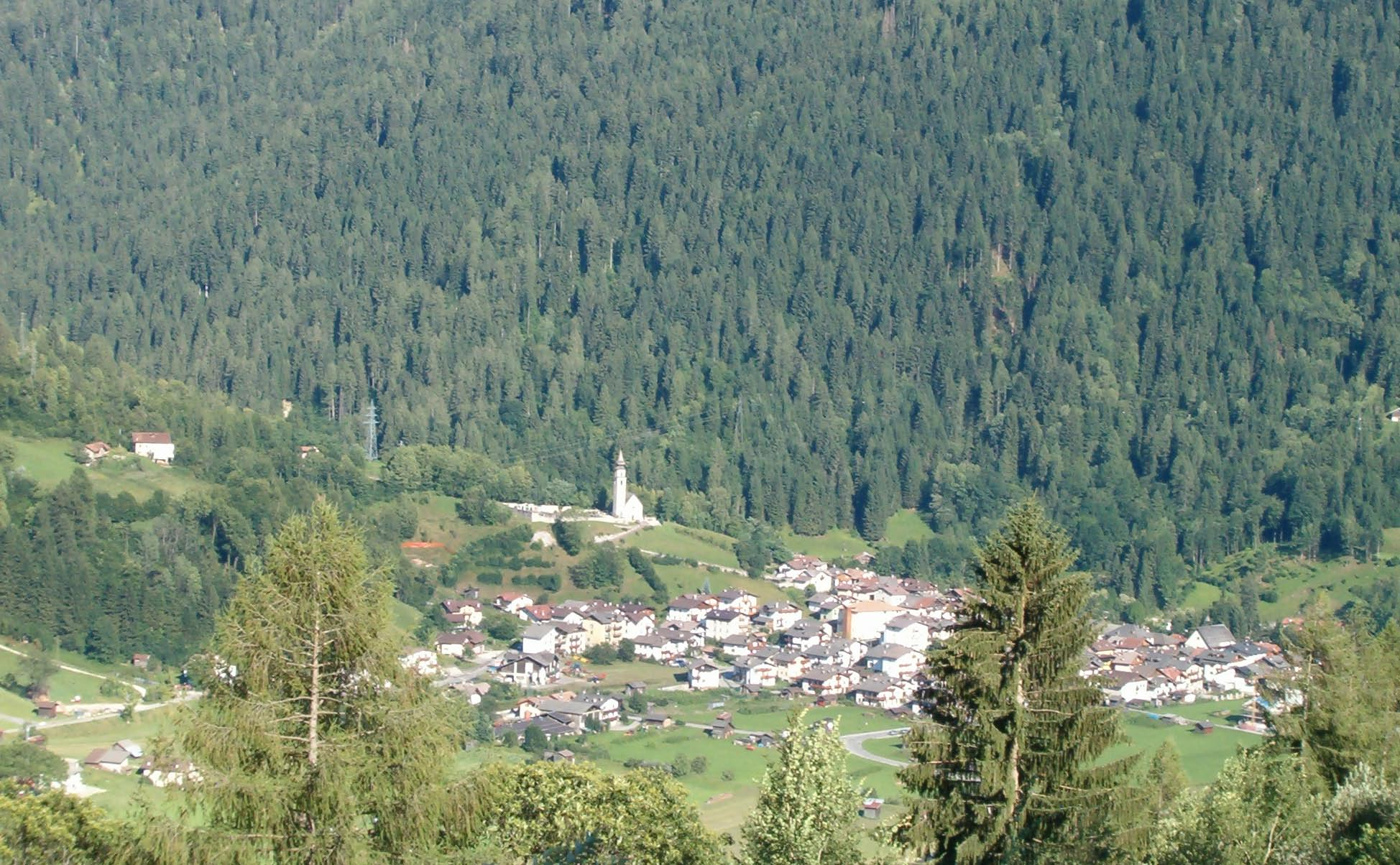
Tonadico
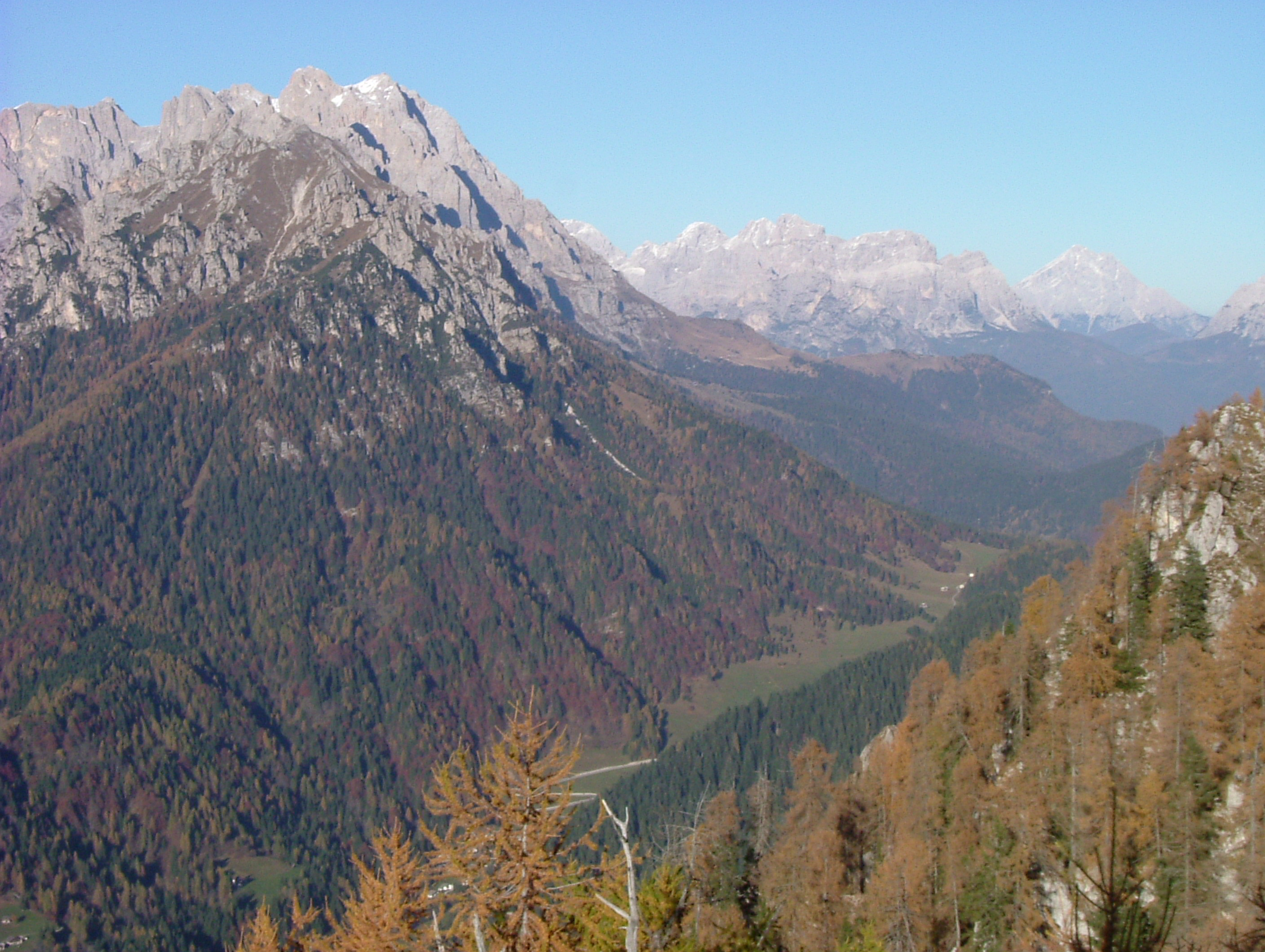
Passo Cereda
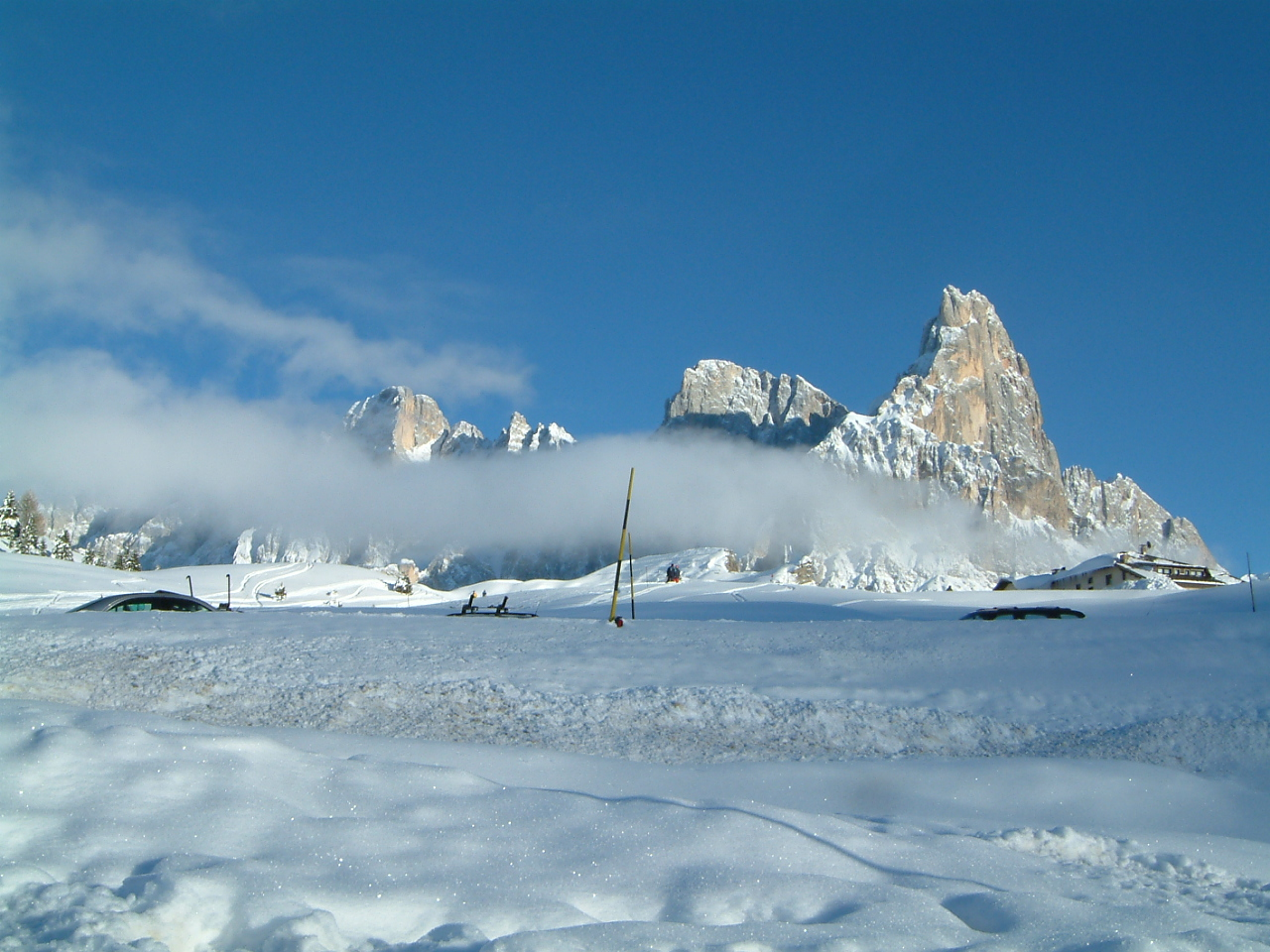
Passo Rolle
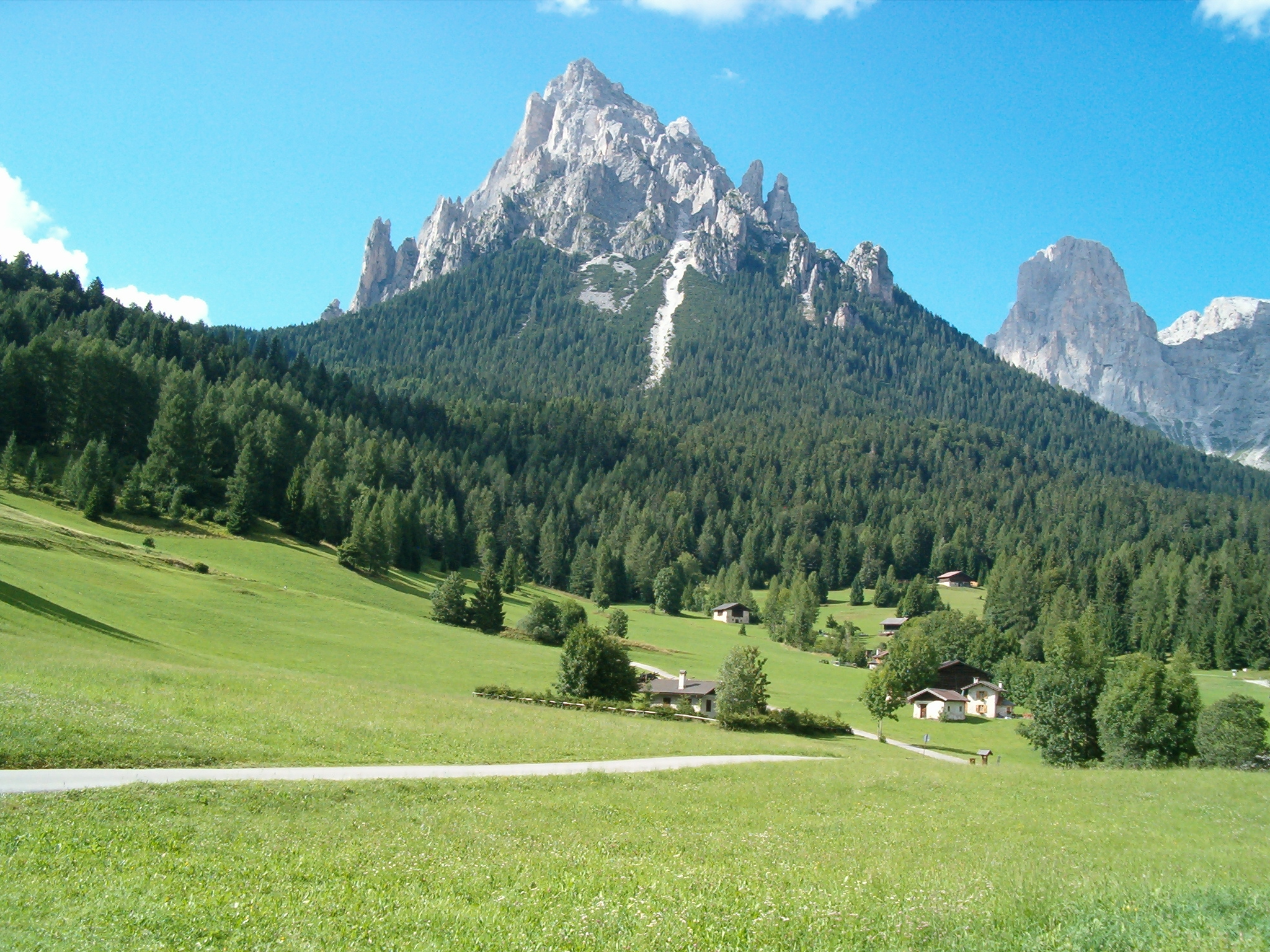
Prati Piereni in Val Canali
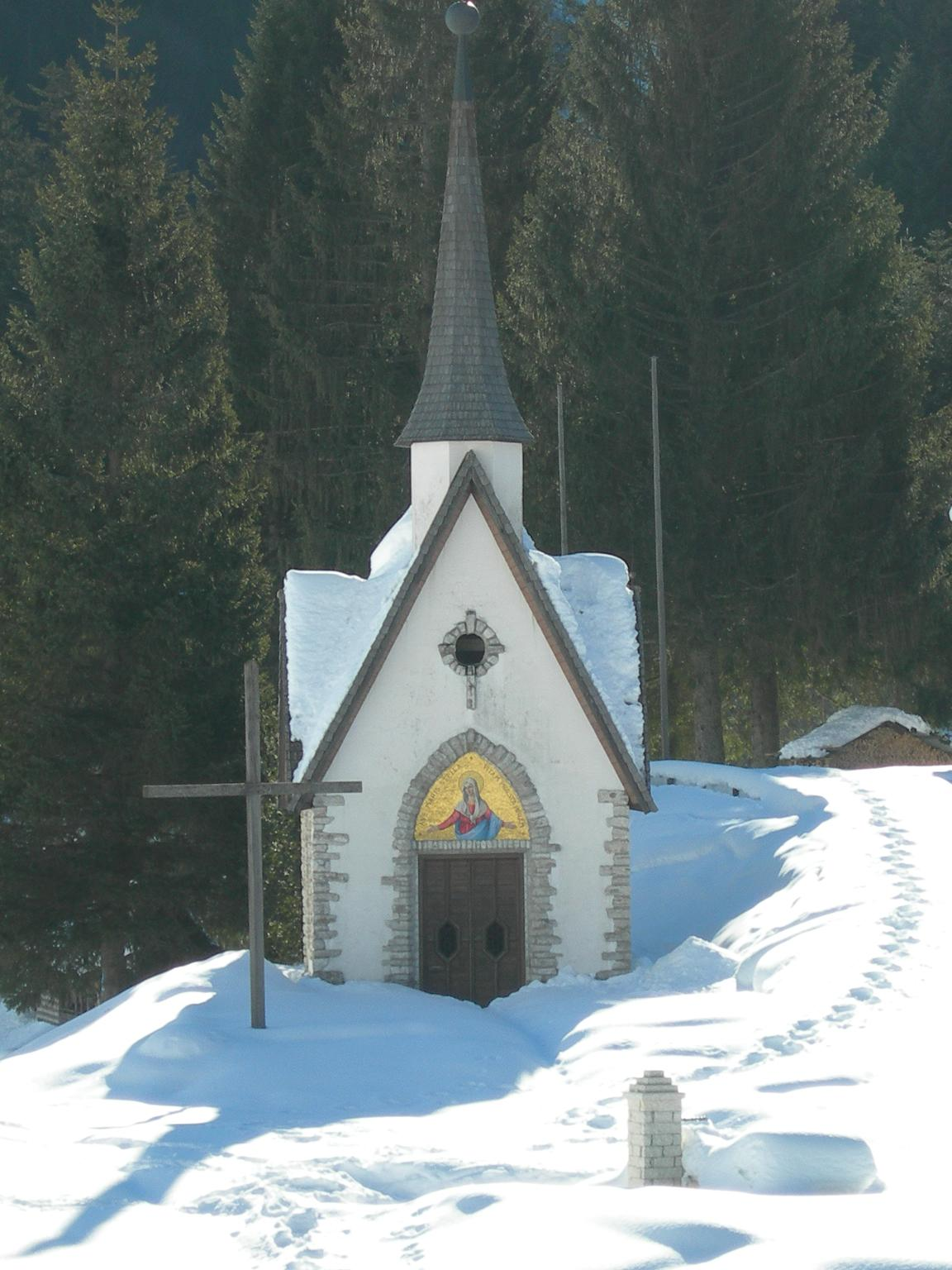
Chiesetta del Monte Vederna
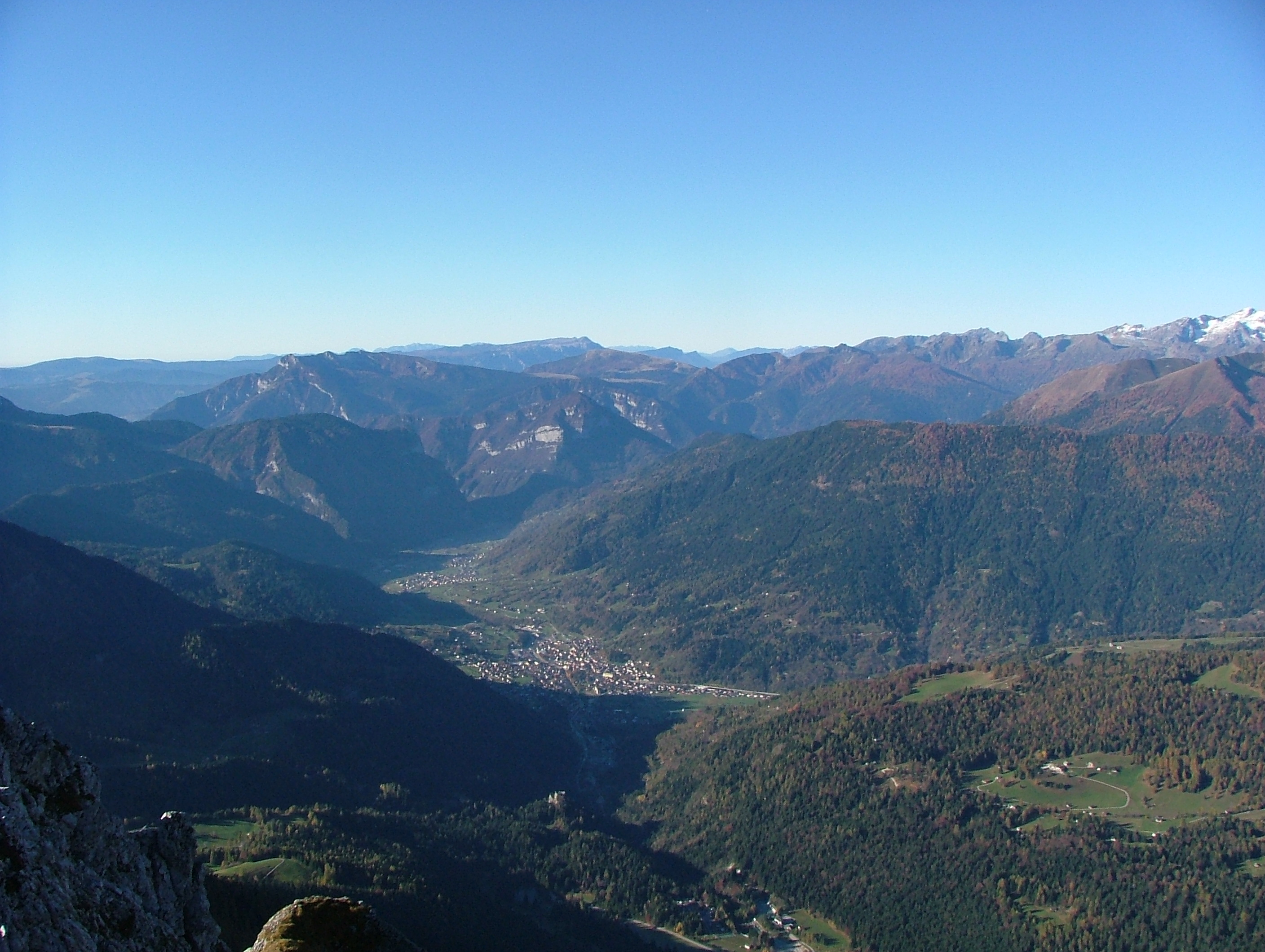
Panoramica dal Dalaibòl
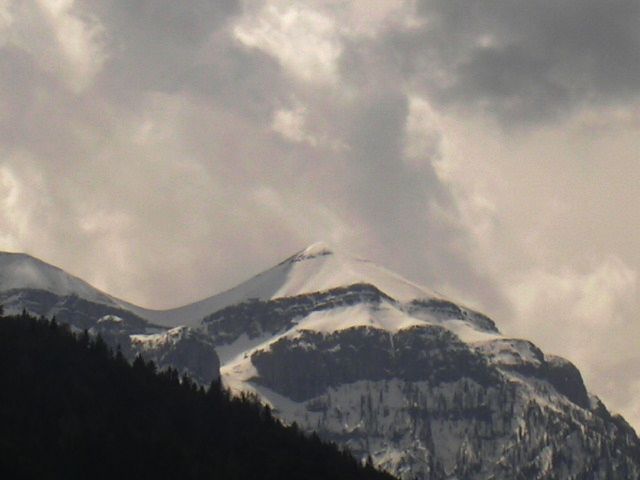
il Monte Pavione (Vette Feltrine) visto da Imer
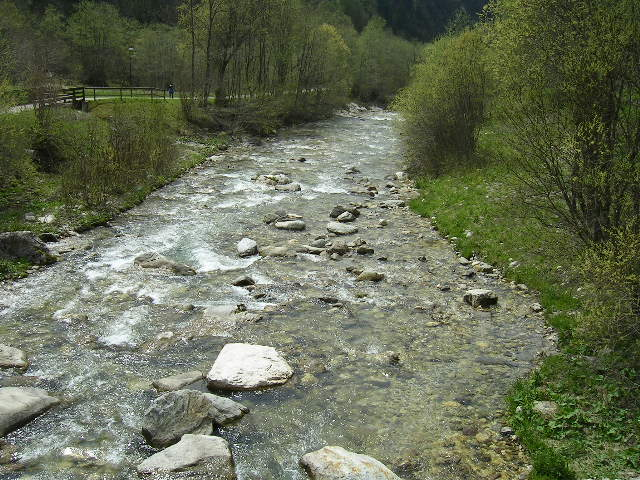
Il torrente Cismon a Mezzano

## Gemellaggi
La Comunità di Primiero è gemellata, dal settembre 2009, con la comunità brasiliana di Piraquara.